# FC Olt Scornicești
FC Olt Scornicești, cunoscută și ca FC Olt, este o echipă românească de fotbal din Scornicești, județul Olt, care evoluează în prezent în Liga a IV-a – Olt.
Fondată în 1972 sub numele Viitorul Scornicești, echipa a devenit rapid una dintre cele mai bune formații din mediul rural, promovând succesiv în toate diviziile, cu sprijin politic. Cea mai bună clasare a fost locul 4 în Divizia A, în sezonul 1981–82.
Clubul a reprezentat satul dictatorului Nicolae Ceaușescu și se presupune că a beneficiat de sprijinul acestuia pentru a ajunge în prima divizie și pentru a evita retrogradarea. După căderea regimului comunist, clubul și-a pierdut susținerea principală și a fost exclus din Divizia A de către Federația Română de Fotbal, alături de Victoria București (echipa poliției). În anii următori, a avut dificultăți financiare și a luptat pentru supraviețuire.

## Istoric
FC Olt Scornicești a fost fondat în vara anului 1972, sub numele de Viitorul Scornicești. Prima competiție la care a participat echipa a fost Campionatul Județean Olt, în sezonul 1973–74. Primul antrenor al formației a fost Gabi Stoicescu, fost jucător la Progresul București, iar lotul era alcătuit din jucători precum Mircea Ciubotea, Petrescu, Radu Gheorghe, Roșca, Sevastian Cârstea, Dima, Trănțescu, Bobei, Petre Petre, Voichin, Toma, Pleșa, Chelban, Ion Vîlceanu, Stîrcu și Lucian Martinescu. Echipa a câștigat campionatul județean, iar cu Costel Duță ca nou antrenor principal, a promovat în Divizia C, după barajul de promovare disputat împotriva campioanei județului Vâlcea, Unirea Băbeni (1–1 la Băbeni și 6–1 la Slatina).
În primul sezon de Divizia C, Viitorul a avut un start modest, încheind turul pe locul 15. Costel Duță a fost înlocuit de Constantin Rotaru, iar lotul a fost întărit cu jucători precum portarul Ion Anghel (de la Sportul Studențesc), C. Mincu, Nucu Păun și Gheorghe Șoarece, cel care avea să devină simbolul echipei, (toți de la Dinamo Slatina), dar și Lăcătușu și Mehedințu, trimiși de Dinamo București, alături de Gheorghe Manea și Petre Manea. Sezonul s-a încheiat cu echipa pe locul 6, la cinci puncte de zona retrogradării.
În anii următori, formația a continuat să evolueze în Seria a VI-a a Diviziei C, clasându-se pe locul 4 în sezonul 1975–76, locul 7 în 1976–77, iar la finalul campaniei 1977–78, a câștigat seria și a promovat în Divizia B. Echipa, antrenată de Dumitru Macri, îi avea în componență pe L. Martinescu, Gh. Florea, C. Pană, V. Ioniță, N. Păun, P. Petre, P. Manea, Gh. Manea, C. Mincu, Palea, Voiculeț, Gh. Șoarece, Aurel Mincu și Stelian Badea. Un episod celebru din acel sezon a avut loc în ultima etapă, când, pentru a promova la golaveraj, Viitorul a învins cu 18–0 pe Electrodul Slatina. Se spune că, din cauza unei confuzii privind scorul din cealaltă partidă decisivă, Flacăra Moreni – ROVA Roșiori 2–1, președintele clubului, Dumitru Dragomir, i-a readus pe jucători pe teren din vestiare pentru a mai marca, temându-se că promovarea ar putea fi compromisă.
Parcursul remarcabil a continuat. După doar un sezon în divizia secundă, Viitorul a reușit promovarea în Divizia A, în stagiunea 1978–79. Cu Dumitru Macri ca director tehnic și Dumitru Anescu ca antrenor principal, echipa de bază era formată din: I. Anghel – C. Mincu, C. Pană, L. Martinescu, A. Mincu – S. Badea, Gh. Manea, P. Petre – P. Manea, Gh. Șoarece, Fuiorea. Din lot au mai făcut parte V. Predescu, Amza, Cotigă, Gh. Florea și Voiculeț.

## Foști jucători
- Mihai Zamfir
- Ilie Balaci
- Ilie Bărbulescu
- Adrian Bumbescu
- Dumitru Stângaciu
- Daniel Gherasim
- Daniel Ariciu
- Gheorghe Nițu
- Alexandru Nicolae
- Gheorghe Mihali
- Gheorghe Ceaușilă
- Marcel Lică
- Gheorghe Pena
- Zoltan Crișan
- Costică Donose
- Ilie Dumitrescu
- Dorinel Munteanu
- Dan Petrescu
- Victor Pițurcă
- Valentin David
- Vasile Popa
- Gheorghe Șoarece
- Florian Dumitrescu
- Viorel Turcu
- Mihăiță Hanghiuc
- Ion Dudan
- Aurel Mincu
- Sebastian Iovănescu
- Iordan Eftimie
- Constantin Pistol
- Sorin Răducanu
- Mircea State
- Ion Rotaru
- Gheorghe Iamandi
- Iulian Ionașcu
- Dumitru Sigmirean
- Iordan Eftimie
- Gheorghe Tulba
- Eusebiu Ion Șuvăgău
- Nicolae Laurențiu
- Laurențiu Despa
- Dumitru Sorohan
- Adrian Ruicea
- Gabriel Tabacu
- Mihai Marcel
- Iulian Terci
- Viorel Dumitrescu
- Gabriel Grigoriu
- Daniel Terchilă
- Mircea Cristian Țeculescu
- Paul Răducan
- Ionel Cazangiu
- Florin Huiban
- Marin Radu II

## Foști antrenori
- Longin Ciolca
- Constantin Stancu
- Dumitru Macri
- Cornel Dinu
- Florin Halagian
- Constantin Ardeleanu
- Traian Ionescu
- Florian Dumitrescu

## Palmares
Liga II:
- Campioană (1): 1978–79

Liga III:
- Campioană (2): 1977–78, 1990–91